# Gaseta
Gaseta (russisch Газета) ist eine seit 2001 erscheinende Online-Zeitung in Russland. Sie hatte, eigenen Angaben zufolge, vor der Einstellung der Druckausgabe eine Auflage von 72.600 Exemplaren. Sitz der Redaktion ist Moskau.
Die Zeitung erschien auf allen Seiten in Farbe im Format A3. Sie hatte einen Umfang von 24 Seiten. Herausgeber ist die Firma ANO Redakzija jeschednewnoj GASETY (russisch: АНО Редакция ежедневной ГАЗЕТЫ). Die Zeitung arbeitet mit den britischen Zeitungen Daily Telegraph und Sunday Telegraph zusammen und druckt übersetzte Materialien aus diesen Zeitungen. Von 2005 bis 2009 war Chefredakteur der Zeitung Pjotr Jewgenjewitsch Fadejew.
Die Druckausgabe wurde 2010 eingestellt. Der damalige Besitzer, Wladimir Sergejewitsch Lissin, war jedoch einverstanden, die Internet-Seite, welche 2009 aufgeschaltet worden war, weiter laufen zu lassen. Er habe nie Geld verdient mit der Zeitung aber die Investition sei nötig gewesen, um eine Alternative zu den staatlich kontrollierten Medien Russlands aufrechtzuerhalten.